# Diplazon implanus
Diplazon implanus är en stekelart som beskrevs av Dasch 1964. Diplazon implanus ingår i släktet Diplazon och familjen brokparasitsteklar. Inga underarter finns listade i Catalogue of Life.